# Waluiki
Waluiki (russisch Валуйки; ukrainische Transkription Walujky) ist eine Stadt in der Oblast Belgorod (Russland) mit 35.322 Einwohnern (Stand 14. Oktober 2010).

## Geografie
Die Stadt liegt etwa 150 km südöstlich der Oblasthauptstadt Belgorod einige Kilometer östlich (links) des Oskol, eines linken Nebenflusses des in den Don mündenden Sewerski Donez.
Waluiki ist der Oblast administrativ direkt unterstellt und zugleich Verwaltungszentrum des gleichnamigen Rajons.

## Geschichte
Der Ort wurde 1593 als Festung an der damaligen Südgrenze des Russischen Reiches gegründet und nach dem in der Nähe in den Oskol mündenden Flüsschen Walui benannt.
1797 wurde das Stadtrecht verliehen.
Im Zweiten Weltkrieg wurde Waluiki am 6. Juli 1942 von der deutschen Wehrmacht besetzt und am 19. Januar 1943 von Truppen der Woronescher Front der Roten Armee im Rahmen der Operation Ostrogoschsk-Rossosch zurückerobert.

### Bevölkerungsentwicklung
| Jahr | Einwohner |
| ---- | --------- |
| 1897 | 6.698     |
| 1926 | 10.243    |
| 1939 | 18.747    |
| 1959 | 18.068    |
| 1970 | 29.093    |
| 1979 | 32.109    |
| 1989 | 34.863    |
| 2002 | 35.790    |
| 2010 | 35.322    |

Anmerkung: Volkszählungsdaten

## Kultur und Sehenswürdigkeiten
In Waluiki ist eine Reihe von Gebäuden aus dem 19. und beginnenden 20. Jahrhundert erhalten, so das Gymnasium, die Grundschule, das Volkshaus und ein Hotel.
In der Nähe sind am Ufer des Oskol Reste des im frühen 17. Jahrhundert gegründeten Mariä-Himmelfahrt-und-Nikolai-Klosters (Успенский Никольский монастырь Uspenski Nikolski monastyr) sowie eines Höhlenklosters in den dortigen Kreidefelsen erhalten.
Die Stadt besitzt ein Heimatmuseum und ein Historisches und Kunstmuseum.

## Wirtschaft
In Waluiki überwiegen Betriebe der Lebensmittelindustrie, daneben gibt es Unternehmen für Metallverarbeitung und der Baumaterialienwirtschaft.
Die Stadt ist ein wichtiger Eisenbahnknotenpunkt, der sich gegen Ende des 19. Jahrhunderts herausbildete. Hier kreuzen sich die Strecken Charkiw–Balaschow–Pensa und Moskau–Jelez–Donezbecken (Streckenkilometer 750).
Waluiki liegt an der Regionalstraße R187 Nowy Oskol–Rowenki.

## Söhne und Töchter der Stadt
- Alexander Kokorin (* 1991), Fußballspieler
- Olga Lenskaja (1909–1976), Theater- und Filmschauspielerin
- Alexander Moskaljow (1904–1982), Flugzeugkonstrukteur